# Монифийт
Монифѝйт (на английски: Monifieth, местното произношение е по-близко до Мънифѝйд) е град в Шотландия.

## География
Градът е в област Ангъс. Разположен е на северния бряг на залива Фърт ъф Тей. Намира се на 13 км източно от областния център град Форфар, но по обиколния маршрут през Дънди разстоянието е 21 км. На 62 км на север е град Абърдийн, а на 7 км на юг е град Дънди. Монифийт е петият по големина град в област Ангъс. Има жп гара по крайбрежната жп линия от Дънди до Абърдийн. Населението му е 8110 жители към 2016 г.

## История
Първите сведения за Монифийт като селище датират от 9 век. Камъните открити в църквата „Сейнт Рулс“ свидетелстват, че това е бил център на пиктите. През 1861 г. населението на селището е било 558 души, през 1901 г. е вече 2134 жители. През 1895 г. Монифийт е ригистриран в Шерифския съд на Форфар като град. През 1975 г. градът е включен в състава на бившето графство Дънди. След реорганизирането на бившите шотландски графствата в области Монифийт е присъединен към област Ангъс през 1996 г.

## Архитектура
Архитектурата на по-голямата част от сградите в Монифийт е в типичния за повечето шотландски градове стил от тесни улици и каменни сгради най-често от 2 до 4 етажа със стръмни покриви и високи комини, строени през 18-19 век.

## Архитектурни и природни забележителности
- Паркът „Моники Парк“, намиращ се в околностите на града

## Икономика
През 18 век Монифийт е бил селище с производство на тъкани и ленено масло (безир). В началото на 19 век се появява леярство и отглеждане на юта. По-късно икономиката е повлияна от близостта на града с Дънди, което не се е променило и до днес. Откриването на трамвайна линия до Дънди през 1905 г. дава възможност на много хора да работят в големия град. Днес в града има работещ без прекъсване супермаркет на фирмата „Теско“. Има хотели, които се ползват от туристите на Дънди.

## Спорт
- Футболният отбор на града носи името ФК Монифийт Атлетик. Отбора има аматьорски статут.
- В града има терени за голф и голфклуб.
- Клуб за боулинг.

## Личности, родени в Монифийт
- Джон Глендей (р.1952), шотландски поет
- Чарлс Уилиам Маккомби (р.1926), шотландски физик

## Личности, свързани с Монифийт
- Джоржд Томпсън (р.1921), шотландски политик